# Celerolike
Celerolike (lat. Apiales), biljni red iz razreda Magnoliopsida (Dvosupnice) koji obuhvaća 7 porodica, od kojih je najvažnija Apiaceae ili štitarke.
Ime roda Apium po kojem su red i porodica dobili ime dolazi od grčke riječi apex (= glava), jer su pobjednike kitili vijencem ove biljke. Najpoznatzija vrsta je celer ili Apium graveolens, poznati začin jakog mirisa, čije ime graveolens znači jakog mirisa.
Red je raširen u obje Amerike (osim Arktika), Srednjoj i Južnoj Americi, čitavoj Africi (osim Sahare), Europi, Maloj Aziji, Jugoistočnoj Aziji, Australiji i Oceaniji, a najrasprostranjenija među njima su porodice Apiaceae i Araliaceae.

## Opis
Apiales je red od oko 3500 do 4000 vrsta asterida, velikog nadreda cvjetnica. Red Apiales dijeli se na dvije velike porodice i jednu manju. Većina Apiales pripada ili brestanjevkama (Araliaceae) ili Apiaceae štitarkama (porodica celerovke), također poznatoj kao Umbelliferae. Iako svaka od ovih skupina ima svoje posebne karakteristike, dvije također imaju mnogo toga zajedničkog. I Apiaceae i Araliaceae široko su rasprostranjene, vjerojatno zato što obje imaju mnogo promiskuitetnih članova, tako nazvanih jer ih može oprašiti niz različitih organizama. Osim toga, mnoge vrste iz obje skupine dijele sposobnost samooprašivanja. Članovi obiju porodica također obično imaju male jednostavne cvjetove s jednom ovulom (nezrelo sjeme) u svakoj lokuli (cvjetnoj komori).
Najizrazitija značajka među Apiales je tendencija da cvjetovi budu raspoređeni u cvatove. Kišobran je skup cvjetova kod kojih svaka cvjetna stabljika raste iz iste točke na vrhu stabljike, raspored koji izgleda poput rebara kišobrana okrenutih iznutra prema van. Cvjetovi se tako skupljaju u disk, promičući svoju prisutnost oprašivačima kao grupu umjesto pojedinačno.
Araliaceae je porodica srednje veličine s kozmopolitskom rasprostranjenošću. Neki poznati članovi uključuju bršljan i ginseng, kao i mnoge tropske i umjerene biljke, grmlje i drveće. Postoji oko 55 rodova i 700 vrsta u ovoj porodici. Ginseng, kao i drugi medicinski proizvodi i stimulansi, neke su od popularnijih gospodarskih namjena ovih biljaka, iako se ova skupina koristi i za druge, uključujući proizvodnju rižinog papira i sadnju ukrasnog bršljana, kao što je Hedera helix.
Apiaceae (Umbelliferae), nasuprot tome, doista je vrlo velika porodica, s otprilike 300 rodova i 2500-3000 vrsta. Bila je to prva porodica cvjetnica koju su priznali botaničari, krajem 16. stoljeća, i prva skupina biljaka koju je Robert Morrison 1672. podvrgnuo sustavnom (klasifikacijskom) proučavanju. Apiaceae je prvenstveno poznata po mrkvi, celeru, komoraču, peršinu, pastrnaku, kukuti i mnogim začinskim biljem. Anis, kumin, korijander i kopar među mnogim su začinima i kulinarskim aromama dobivenim od ovih biljaka. Začinsko bilje iz ove porodice gotovo je kozmopolitsko i uglavnom se nalazi u umjerenim planinama.
Uz Araliaceae i Apiaceae, nedavno je Apialesu pridodana i treća skupina. Pitosporovke (Pittosporaceae) je srednje velika porodica pretežno zimzelenog drveća i grmlja, od kojih su mnogi penjačice. Za razliku od svojih široko rasprostranjenih srodnika, Pittosporaceae je ograničen na tropske krajeve Starog svijeta, a osam od devet njegovih rodova su endemični za Australiju. Postoji samo 200 do 250 vrsta u ovoj obitelji, a primarno se koristi kao ukras, iako se neki Pittosporum koriste za drvo.
Fosili lišća i stabljike rijetki su za Apiales. Međutim, zapis o peludi seže do krede. U paleocenu se može pronaći fosilni pelud koji se može pripisati Araliaceae, a u eocenu se može identificirati fosilni pelud koji pripada Apiaceae.

## Porodice i rodovi
1. Familia Pennantiaceae J. Agardh (4 spp.)
  1. Pennantia J. R. Forst. & G. Forst. (4 spp.)
2. Familia Torricelliaceae Hu (11 spp.)
  1. Torricellia DC. (2 spp.)
  2. Aralidium Miq. (1 sp.)
  3. Melanophylla Baker (8 spp.)
3. Familia Griseliniaceae J. R. Forst. & G. Forst. ex A. Cunn. (7 spp.)
  1. Griselinia G. Forst. (7 spp.)
4. Familia Pittosporaceae R. Br. (287 spp.)
  1. Tribus Pittosporeae
    1. Bursaria Cav. (8 spp.)
    2. Auranticarpa L. W. Cayzer, Crisp & I. Telford (6 spp.)
    3. Pittosporum Gaertn. (219 spp.)
    4. Hymenosporum R. Br. ex F. Muell. (1 sp.)

  2. Tribus Billardiereae
    1. Rhytidosporum F. Muell. ex Hook. fil. (5 spp.)
    2. Bentleya E. M. Benn. (1 sp.)
    3. Billardiera Sm. (16 spp.)
    4. Pronaya Huegel (1 sp.)
    5. Cheiranthera A. Cunn. ex Brongn. (9 spp.)
    6. Marianthus Hügel (20 spp.)
    7. Xerosollya Turcz. (1 sp.)
5. Familia Araliaceae Juss. (1714 spp.)
  1. Subfamilia Hydrocotyloideae Burmeist.
    1. Trachymene Rudge (67 spp.)
    2. Hydrocotyle L. (183 spp.)

  2. Subfamilia Aralioideae Eaton
    1. Tribus Cussonieae Seem.
      1. Cussonia Thunb. (20 spp.)

    2. Tribus Aralieae Rchb.
      1. Harmsiopanax Warb. (3 spp.)
      2. Cephalaralia Harms (1 sp.)
      3. Aralia L. (76 spp.)
      4. Motherwellia F. Muell. (1 sp.)

    3. Tribus Panaceae Hook. fil.
      1. Fatsia Decne. & Planch. (3 spp.)
      2. Plerandra A. Gray (34 spp.)
      3. Neocussonia Hutch. (16 spp.)
      4. Astropanax Seem. (14 spp.)
      5. Crepinella Marchal (32 spp.)
      6. Frodinia Lowry & G. M. Plunkett (2 spp.)
      7. Didymopanax Decne. & Planch. (37 spp.)
      8. Sciodaphyllum P. Browne (147 spp.)
      9. Schefflera J. R. Forst. & G. Forst. (17 spp.)
      10. Schefflera s. lat. (12 spp.)
      11. Heptapleurum Gaertn. (318 spp.)
      12. Oplopanax (Torr. & A. Gray) Miq. (3 spp.)
      13. Seemannaralia R. Vig. (1 sp.)
      14. Tetrapanax (K. Koch) K. Koch & Fintelm. (1 sp.)
      15. Merrilliopanax H. L. Li (3 spp.)
      16. Gamblea C. B. Clarke (4 spp.)
      17. Woodburnia Prain (1 sp.)
      18. Trevesia Vis. (10 spp.)
      19. Dendropanax Decne. & Planch. (95 spp.)
      20. Kalopanax Miq. (1 sp.)
      21. Osmoxylon Miq. (62 spp.)
      22. Sinopanax H. L. Li (1 sp.)
      23. Meryta J. R. Forst. & G. Forst. (34 spp.)
      24. Polyscias J. R. Forst. & G. Forst. (184 spp.)
      25. Anakasia Philipson (1 sp.)
      26. Raukaua Seem. (6 spp.)
      27. Pseudopanax K. Koch (12 spp.)
      28. Astrotricha DC. (20 spp.)
      29. Panax L. (12 spp.)
      30. Nanopanax A. Haines (1 sp.)
      31. Cheirodendron Nutt. ex Seem. (6 spp.)
      32. Chengiopanax C. B. Shang & J. Y. Huang (2 spp.)
      33. Eleutherococcus Maxim. (35 spp.)

    4. Tribus Hedereae Dumort.
      1. Hedera L. (15 spp.)
      2. Cephalopanax G. M. Plunkett, Lowry & D. A. Neill (2 spp.)
      3. Oreopanax Decne. & Planch. (146 spp.)
      4. Brassaiopsis Decne. & Planch. (44 spp.)
      5. Macropanax Miq. (17 spp.)
      6. Metapanax J. Wen & Frodin (2 spp.)
      7. Heteropanax Seem. (10 spp.)
6. Familia Myodocarpaceae Doweld (18 spp.)
  1. Myodocarpus Brongn. & Gris (11 spp.)
  2. Delarbrea Vieill. (7 spp.)
7. Familia Apiaceae Lindl. (3906 spp.)
  1. Subfamilia Platysace clade
    1. Platysace Bunge (26 spp.)
    2. Homalosciadium Domin (1 sp.)

  2. Subfamilia Mackinlayoideae Plunkett & Lowry
    1. Tribus Actinotus clade
      1. Actinotus Labill. (20 spp.)

    2. Tribus Xanthosia clade
      1. Apiopetalum Baill. (2 spp.)
      2. Mackinlaya F. Muell. (5 spp.)
      3. Brachyscias J. M. Hart & Henwood (1 sp.)
      4. Xanthosia Rudge (25 spp.)
      5. Chlaenosciadium C. Norman (1 sp.)
      6. Subtribus Centella clade
        1. Pentapeltis Bunge (2 spp.)
        2. Schoenolaena Bunge (2 spp.)
        3. Micropleura Lag. (2 spp.)
        4. Centella L. (54 spp.)

  3. Subfamilia Klotzschia clade
    1. Klotzschia Cham. (3 spp.)

  4. Subfamilia Azorelloideae Plunkett & Lowry
    1. Tribus Diposis clade
      1. Diposis DC. Coll. (3 spp.)

    2. Tribus Azorelleae Reveal
      1. Eremocharis Phil. (9 spp.)
      2. Gymnophyton (Hook.) Clos (6 spp.)
      3. Pozoa Lag. (2 spp.)
      4. Asteriscium Cham. & Schltdl. (9 spp.)
      5. Domeykoa Phil. (5 spp.)

    3. Tribus Azorella clade
      1. Spananthe Jacq. (2 spp.)
      2. Azorella Lam. (63 spp.)
      3. Dichosciadium Domin (1 sp.)
      4. Oschatzia Walp. (2 spp.)
      5. Diplaspis Hook. fil. (3 spp.)

    4. Tribus Bowlesia clade
      1. Homalocarpus Hook. & Arn. (6 spp.)
      2. Bowlesia Ruiz & Pav. (16 spp.)
      3. Drusa DC. (1 sp.)
      4. Bolax Comm. ex A. Juss. (2 spp.)
      5. Dickinsia Franch. (1 sp.)

  5. Subfamilia Hermas clade
    1. Hermas L. (9 spp.)

  6. Subfamilia Saniculoideae (Drude) Thorne ex Royen
    1. Tribus Phlyctidocarpeae Magee, C. I. Calviño, M. Liu, S. R. Downie, Tilney & B.-E. van Wyk
      1. Phlyctidocarpa Cannon & Theob. (1 sp.)

    2. TribusSteganotaenieae C. I. Calviño & S. R. Downie
      1. Polemanniopsis B. L. Burtt (2 spp.)
      2. Steganotaenia Hochst. (3 spp.)

    3. Tribus Saniculeae W. D. J. Koch
      1. Arctopus L. (3 spp.)
      2. Alepidea F. Delaroche (30 spp.)
      3. Actinolema Fenzl (2 spp.)
      4. Astrantia L. (7 spp.)
      5. Eryngium L. (240 spp.)
      6. Petagnaea Caruel (1 sp.)
      7. Sanicula L. (46 spp.)

  7. Subfamilia Apioideae (Drude) Thorne ex Royen
    1. Tribus Lichtensteinieae Magee, C. I. Calviño, M. Liu, S. R. Downie, Tilney & B.-E. van Wyk
      1. Lichtensteinia Cham. & Schltdl. (7 spp.)

    2. Tribus Choritaenieae Magee, C. I. Calviño, M. Liu, S. R. Downie, Tilney & B.-E. van Wyk
      1. Choritaenia Benth. (1 sp.)

    3. Tribus Marlothielleae Magee, C. I. Calviño, M. Liu, S. R. Downie, Tilney & B.-E. van Wyk
      1. Marlothiella H. Wolff (1 sp.)

    4. Tribus Heteromorpheae Watson & Downie
      1. Pseudocarum C. Norman (2 spp.)
      2. Cannaboides B.-E. van Wyk (2 spp.)
      3. Pseudocannaboides B.-E. van Wyk (1 sp.)
      4. Tana B.-E. van Wyk (1 sp.)
      5. Anisopoda Baker (1 sp.)
      6. Polemannia Eckl. & Zeyh. (3 spp.)
      7. Heteromorpha Cham. & Schltdl. (9 spp.)
      8. Normantha P. J. D. Winter & B.-E. van Wyk (1 sp.)
      9. Dracosciadium Hilliard & B. L. Burtt (2 spp.)
      10. Oreofraga M. F. Watson & E. L. Barclay (1 sp.)
      11. Andriana B.-E. van Wyk (3 spp.)
      12. Glia Sond. (3 spp.)
      13. Anginon Raf. (12 spp.)

    5. Tribus Annesorhizeae Magee, C. I. Calviño, M. Liu, S. R. Downie, Tilney & B.-E. van Wyk
      1. Molopospermum W. D. J. Koch (1 sp.)
      2. Itasina Raf. (1 sp.)
      3. Ezosciadium B. L. Burtt (1 sp.)
      4. Chamarea Eckl. & Zeyh. (5 spp.)
      5. Astydamia DC. (1 sp.)
      6. Annesorhiza Cham. & Schltdl. (22 spp.)

    6. Tribus Chamaesieae J.Zhou & S.R.Downie
      1. Chamaesium H. Wolff (10 spp.)

    7. Tribus Bupleureae Spreng.
      1. Bupleurum L. (211 spp.)
      2. Hohenackeria Fisch. & C. A. Mey. (2 spp.)

    8. Tribus Pleurospermopsis clade
      1. Pleurospermopsis p. p. (1 sp.)

    9. Tribus Pleurospermeae M. F. Watson & S. R. Downie
      1. Grafia Rchb. (1 sp.)
      2. Physospermum Cusson (2 spp.)
      3. Eleutherospermum K. Koch (1 sp.)
      4. Eremodaucus Bunge (1 sp.)
      5. Hymenidium Lindl. (37 spp.)
      6. Korshinskia Lipsky (5 spp.)
      7. Aulacospermum Ledeb. (15 spp.)
      8. Pleurospermum Hoffm. (8 spp.)
      9. Physospermopsis H. Wolff (13 spp.)
      10. Trachydium Lindl. (1 sp.)
      11. Trachydium sensu auct. (8 spp.)
      12. Pseudotrachydium (Kljuykov, Pimenov & V. N. Tikhom.) Pimenov & Kljuykov (6 spp.)

    10. Tribus Komarovieae J.Zhou & S.R.Downie
      1. Hansenia Turcz. (8 spp.)
      2. Parasilaus Leute (1 sp.)
      3. Komaroviopsis Doweld (1 sp.)
      4. Calyptrosciadium Rech. fil. & Kuber (2 spp.)
      5. Changium H. Wolff (1 sp.)
      6. Chuanminshen M. L. Sheh & R. H. Shan (1 sp.)
      7. Cyclorhiza M. L. Sheh & R. H. Shan (3 spp.)
      8. Sphaerosciadium Pimenov & Kljuykov (1 sp.)

    11. Tribus Physospermopsis clade
      1. Heptaptera Margot & Reut. (7 spp.)
      2. Hymenolaena DC. (3 spp.)
      3. Keraymonia Farille (4 spp.)
      4. Pimpinella p. min. p. (3 spp.)
      5. Sinocarum p. min. p. (3 spp.)
      6. Sinolimprichtia H. Wolff (1 sp.)
      7. Tongoloa H. Wolff (18 spp.)
      8. Trachydium p. min. p. (1 sp.)

    12. Tribus Erigenieae Rydb.
      1. Erigenia Nutt. (1 sp.)

    13. Tribus Oenantheae Dumort.
      1. Perideridia Rchb. (13 spp.)
      2. Trocdaris Raf. (1 sp.)
      3. Oenanthe L. (38 spp.)
      4. Kundmannia Scop. (3 spp.)
      5. Oxypolis Raf. (4 spp.)
      6. Atrema DC. (1 sp.)
      7. Cryptotaenia DC. (4 spp.)
      8. Cicuta L. (4 spp.)
      9. Naufraga Constance & Cannon (1 sp.)
      10. Helosciadium W. D. J. Koch (7 spp.)
      11. Caropsis (Rouy & E. G. Camus) Rauschert (1 sp.)
      12. Berula 	W.D.J. Koch (5 spp.)
      13. Apodicarpum Makino (1 sp.)
      14. Sium L. (10 spp.)
      15. Neogoezia Hemsl. (5 spp.)
      16. Lilaeopsis Greene (15 spp.)
      17. Trepocarpus Nutt. ex DC. (1 sp.)
      18. Daucosma Engelm. & A. Gray ex A. Gray (1 sp.)
      19. Cynosciadium DC. (1 sp.)
      20. Limnosciadium Mathias & Constance (2 spp.)
      21. Harperella Rose (1 sp.)
      22. Tiedemannia DC. (2 spp.)
      23. Ptilimnium Raf. (6 spp.)
      24. Asciadium Griseb. (1 sp.)

    14. Tribus Mutellina clade
      1. Rivasmartinezia Fern. Prieto & Cires (2 spp.)
      2. Ligusticum p. min. p. (1 sp.)
      3. Conioselinum p. min. p. (2 spp.)
      4. Mutellina Wolf (2 spp.)
      5. Trochiscanthes W. D. J. Koch (1 sp.)
      6. Meum Mill. (1 sp.)
      7. Dethawia Endl. (1 sp.)

    15. Tribus Smyrnieae Spreng.
      1. Lecokia DC. (1 sp.)
      2. Smyrnium L. (5 spp.)
      3. Ligusticum L. (1 sp.)
      4. Coristospermum Bertol. (2 spp.)
      5. Katapsuxis Raf. (1 sp.)
      6. Ligusticum L. s. lat. (20 spp.)
      7. Cynapium Nutt. ex Torr. & A. Gray (1 sp.)
      8. Tamamschjania Pimenov & Kljuykov (1 sp.)

    16. Tribus Aciphylleae Watson & Downie
      1. Aciphylla J. R. Forst. & G. Forst. (44 spp.)
      2. Lignocarpa J. W. Dawson (2 spp.)
      3. Scandia J. W. Dawson (2 spp.)
      4. Gingidia J. W. Dawson (12 spp.)
      5. Anisotome Hook. fil. (17 spp.)

    17. Tribus Arcuatopterus clade
      1. Arcuatopterus M. L. Sheh & R. H. Shan (6 spp.)
      2. Sillaphyton Pimenov (1 sp.)
      3. Wangsania B. Y. Lee & Hyun (1 sp.)

    18. Tribus Spiroceratium clade
      1. Spiroceratium H. Wolff (1 sp.)

    19. Tribus Scandiceae Spreng.
      1. Subtribus Glaucosciadium clade
        1. Glaucosciadium B. L. Burtt & P. H. Davis (2 spp.)
        2. Ladyginia Lipsky (3 spp.)

      2. Subtribus Scandicinae Tausch
        1. Todaroa Parl. (1 sp.)
        2. Athamanta L. (11 spp.)
        3. Conopodium W. D. J. Koch (9 spp.)
        4. Sphallerocarpus Besser ex DC. (1 sp.)
        5. Chaerophyllum L. (68 spp.)
        6. Scandix L. (13 spp.)
        7. Anthriscus [Pers.] Hoffm. (12 spp.)
        8. Myrrhis Mill. (1 sp.)
        9. Osmorhiza Raf. (11 spp.)
        10. Kozlovia Lipsky (5 spp.)
        11. Chaerophyllopsis Boiss. (1 sp.)
        12. Geocaryum Coss. (13 spp.)

      3. Subtribus Acronema clade
        1. Harrysmithia H. Wolff (2 spp.)
        2. Tilingia Regel & Tiling (3 spp.)
        3. Rupiphila Pimenov & Lavrova (1 sp.)
        4. Acronema Falc. ex Edgew. (32 spp.)
        5. Angelica p. min. p. (1 sp.)
        6. Halosciastrum (Nakai) Koidz. (1 sp.)
        7. Haloselinum Pimenov (1 sp.)
        8. Ligusticum p. min. p. (2 spp.)
        9. Meeboldia H. Wolff (4 spp.)
        10. Oreocomopsis Pimenov & Kljuykov (3 spp.)
        11. Ostericum Hoffm. (12 spp.)
        12. Pachypleurum Ledeb. (3 spp.)
        13. Pleurospermum p. min. p. (2 spp.)
        14. Pternopetalum Franch. (22 spp.)
        15. Pterygopleurum Kitag. (1 sp.)
        16. Sinocarum H. Wolff ex R. H. Shan & F. T. Pu (19 spp.)
        17. Synclinostyles Farille & Lachard (2 spp.)
        18. Spuriopimpinella (H. Boissieu) Kitag. (6 spp.)
        19. Rohmooa Farille & Lachard (1 sp.)
        20. Xyloselinum Pimenov & Kljuykov (3 spp.)

      4. Subtribus Ferulinae Drude
        1. Cephalopodum Korovin (3 spp.)
        2. Leutea Pimenov (9 spp.)
        3. Ferula L. (223 spp.)
        4. Eriosynaphe DC. (1 sp.)
        5. Palimbia Besser (3 spp.)
        6. Autumnalia Pimenov (2 spp.)
        7. Fergania Pimenov (1 sp.)
        8. Kafirnigania Kamelin & Kinzik. (1 sp.)

      5. Subtribus Artediinae Baczyski, Wojew., S.R.Downie & Spalik
        1. Artedia L. (1 sp.)

      6. Subtribus Torilidinae Dumort.
        1. Yabea Koso-Pol. (1 sp.)
        2. Glochidotheca Fenzl (1 sp.)
        3. Szovitsia Fisch. & C. A. Mey. (1 sp.)
        4. Lisaea Boiss. (3 spp.)
        5. Turgenia Hoffm. (2 spp.)
        6. Torilis Adans. (18 spp.)
        7. Rhopalosciadium Rech. fil. (1 sp.)
        8. Astrodaucus Drude (3 spp.)

      7. Subtribus Daucinae Dumort.
        1. Orlaya Hoffm. (3 spp.)
        2. Caucalis L. (1 sp.)
        3. Daucus L. (45 spp.)
        4. Silphiodaucus (Koso-Pol.) Spalik, Wojew., Banasiak, Piwczyñski & Reduron (2 spp.)
        5. Cuminum L. (3 spp.)
        6. Ammodaucus Coss. & Durieu (2 spp.)
        7. Laserpitium L. (8 spp.)
        8. Laserocarpum Spalik & Wojew. (1 sp.)
        9. Ekimia H. Duman & M. F. Watson (4 spp.)
        10. Thapsia L. (23 spp.)
        11. Siler Mill. (2 spp.)
        12. Laser Borkh. ex G. Gaertn., B. Mey. & Scherb. (8 spp.)
        13. Froriepia K. Koch (1 sp.)
        14. Yildirimlia Dogru-Koca (1 sp.)

    20. Tribus Careae Baill.
      1. Aegopodium L. (9 spp.)
      2. Hladnikia Rchb. (1 sp.)
      3. Aegokeras Raf. (1 sp.)
      4. Falcaria Fabr. (1 sp.)
      5. Rhabdosciadium Boiss. (8 spp.)
      6. Gongylosciadium Rech. fil. (1 sp.)
      7. Ptychotis W. D. J. Koch (2 spp.)
      8. Chamaesciadium C. A. Mey. (1 sp.)
      9. Berberocarum Zakharova & Pimenov (1 sp.)
      10. Carum L. (10 spp.)
      11. Fuernrohria K. Koch (1 sp.)
      12. Vinogradovia Bani, D. A. German & M. A. Koch (1 sp.)
      13. Selinopsis Coss. & Durieu ex Munby (2 spp.)
      14. Caropodium Stapf & Wettst. ex Stapf (3 spp.)
      15. Grammosciadium DC. (4 spp.)

    21. Tribus Pyramidoptereae Boiss.
      1. Microsciadium Boiss. (1 sp.)
      2. Bunium L. (32 spp.)
      3. Tamamschjanella Pimenov & Kljuykov (2 spp.)
      4. Carum p. p. part 2 (5 spp.)
      5. Astomaea Rchb. (2 spp.)
      6. Lagoecia L. (1 sp.)
      7. Postiella Kljuykov (1 sp.)
      8. Hellenocarum H. Wolff (3 spp.)
      9. Oliveria Vent. (1 sp.)
      10. Oreoschimperella Rauschert (3 spp.)
      11. Angoseseli Chiov. (1 sp.)
      12. Sison L. (4 spp.)
      13. Ammoides Adans. (2 spp.)
      14. Adenosciadium H. Wolff (1 sp.)
      15. Ormopterum Schischk. (2 spp.)
      16. Schtschurowskia Regel & Schmalh. ex Regel (2 spp.)
      17. Sclerotiaria Korovin (1 sp.)
      18. Lipskya (Koso-Pol.) Nevski (1 sp.)
      19. Scaligeria DC. (24 spp.)
      20. Neomuretia Kljuykov, Degtjareva & Zakharova (2 spp.)
      21. Gongylotaxis Pimenov & Kljuykov (1 sp.)
      22. Carum p. p. part 1 (1 sp.)
      23. Crithmum L. (1 sp.)
      24. Cyclospermum Lag. (3 spp.)
      25. Schulzia Spreng. (6 spp.)
      26. Karnataka P. K. Mukh. & Constance (1 sp.)
      27. Kedarnatha P. K. Mukh. & Constance (6 spp.)
      28. Pyramidoptera Boiss. (1 sp.)
      29. Elwendia Boiss. (30 spp.)
      30. Schrenkia Fisch. & C. A. Mey. (12 spp.)
      31. Mogoltavia Korovin (2 spp.)
      32. Oedibasis Koso-Pol. (4 spp.)
      33. Elaeosticta Fenzl (6 spp.)
      34. Galagania Lipsky (6 spp.)
      35. Hyalolaena Bunge (12 spp.)

    22. Tribus Pimpinelleae Spreng.
      1. Zeravschania Korovin (14 spp.)
      2. Nothosmyrnium Miq. (2 spp.)
      3. Aphanopleura Boiss. (3 spp.)
      4. Haussknechtia Boiss. (1 sp.)
      5. Arafoe Pimenov & Lavrova (1 sp.)
      6. Bubon L. (3 spp.)
      7. Psammogeton Edgew. (13 spp.)
      8. Parapimpinella Fern. Prieto, Sanna & Arjona (1 sp.)
      9. Pimpinella L. (173 spp.)
      10. Kelussia Mozaff. (1 sp.)
      11. Registaniella Rech. fil. (1 sp.)
      12. Afrosison H. Wolff (3 spp.)
      13. Frommia H. Wolff (1 sp.)
      14. Phellolophium Baker (2 spp.)
      15. Cryptotaenia sect. Afrosciadium (3 spp.)

    23. Tribus Sinodielsia clade
      1. Cenolophium W. D. J. Koch (1 sp.)
      2. Sinodielsia H. Wolff (2 spp.)
      3. Sphaenolobium Pimenov (4 spp.)

    24. Tribus Opopanax clade
      1. Bonannia Guss. (1 sp.)
      2. Petroedmondia Tamamsch. (1 sp.)
      3. Magydaris W. D. J. Koch ex DC. (2 spp.)
      4. Smyrniopsis Boiss. (3 spp.)
      5. Opopanax W. D. J. Koch (4 spp.)
      6. Stefanoffia H. Wolff (2 spp.)
      7. Kadenia Lavrova & V. N. Tikhom. (2 spp.)
      8. Lithosciadium Turcz. (2 spp.)
      9. Magadania Pimenov & Lavrova (2 spp.)

    25. Tribus Apieae Takht. ex V. M. Vinogr.
      1. Stoibrax Raf. (3 spp.)
      2. Modesciadium P. Vargas & Jim. Mejías (1 sp.)
      3. Diplolophium Turcz. (7 spp.)
      4. Visnaga Gaertn. (2 spp.)
      5. Ammi L. (4 spp.)
      6. Petroselinum Hill (1 sp.)
      7. Sclerosciadium W. D. J. Koch (1 sp.)
      8. Rutheopsis A. Hansen & Kunkel (2 spp.)
      9. Billburttia Magee & B.-E. van Wyk (2 spp.)
      10. Deverra DC. (9 spp.)
      11. Apium L. (11 spp.)
      12. Anethum L. (6 spp.)
      13. Foeniculum Hill (2 spp.)

    26. Tribus Tordylieae W. D. J. Koch
      1. Subtribus Lefebvrea clade
        1. Lefebvrea A. Rich. (12 spp.)
        2. Stenosemis E. Mey. ex Harv. & Sond. (2 spp.)
        3. Afrosciadium P. J. D. Winter (18 spp.)
        4. Capnophyllum Gaertn. (4 spp.)
        5. Dasispermum Neck. ex Raf. (7 spp.)
        6. Scaraboides Magee & B.-E. van Wyk (1 sp.)
        7. Cynorhiza Eckl. & Zeyh. (3 spp.)
        8. Nanobubon Magee (3 spp.)
        9. Notobubon Magee (13 spp.)
        10. Haplosciadium Hochst. (1 sp.)
        11. Afroligusticum C. Norman (14 spp.)

      2. Subtribus Tordyliinae Drude
        1. Vanasushava P. K. Mukh. & Constance (1 sp.)
        2. Semenovia p. min. p. (2 spp.)
        3. Semenovia Regel & Herder (33 spp.)
        4. Pastinacopsis Golosk. (1 sp.)
        5. Scrithacola Alava (1 sp.)
        6. Zosima Hoffm. (4 spp.)
        7. Tricholaser Gilli (2 spp.)
        8. Tordylium L. (16 spp.)
        9. Heracleum L. (84 spp.)
        10. Ainsworthia Boiss. (3 spp.)
        11. Synelcosciadium Boiss. (1 sp.)
        12. Tordyliopsis DC. (1 sp.)
        13. Pastinaca L. emend. Calest. (16 spp.)
        14. Leiotulus Ehrenb. (14 spp.)
        15. Trigonosciadium Boiss. (6 spp.)
        16. Tetrataenium (DC.) Manden. (20 spp.)
        17. Kandaharia Alava (1 sp.)
        18. Stenotaenia Boiss. (7 spp.)
        19. Lalldhwojia Farille (3 spp.)
        20. Pinda P. K. Mukh. & Constance (2 spp.)
        21. Polyzygus Dalzell (1 sp.)

      3. Subtribus Cymbocarpum clade
        1. Ormosciadium Boiss. (1 sp.)
        2. Ducrosia Boiss. (6 spp.)
        3. Cymbocarpum DC. (5 spp.)
        4. Kalakia Alava (1 sp.)

    27. Tribus Echinophoreae Benth. & Hook. fil.
      1. Trachyspermum  Link (13 spp.)
      2. Nirarathamnos  Balf. fil. (1 sp.)
      3. Mediasia  Pimenov (1 sp.)
      4. Physotrichia  Hiern (6 spp.)
      5. Pseudoselinum  C. Norman (1 sp.)
      6. Rughidia  M. F. Watson & E. L. Barclay (2 spp.)
      7. Dicyclophora  Boiss. (1 sp.)
      8. Pycnocycla  Lindl. (15 spp.)
      9. Ergocarpon  C. C. Towns. (1 sp.)
      10. Echinophora  L. (9 spp.)
      11. Anisosciadium  DC. (3 spp.)

    28. Tribus Conieae Rouy
      1. Conium L. (6 spp.)

    29. Tribus Coriandreae W. D. J. Koch
      1. Krubera Hoffm. (1 sp.)
      2. Coriandrum L. (3 spp.)
      3. Bifora Hoffm. (2 spp.)
      4. Silaum Mill. (1 sp.)

    30. Tribus Selineae Spreng.
      1. Subtribus Seseli subgroup (Selineae sensu stricto)
        1. Seseli L. (141 spp.)
        2. Selinum L. (10 spp.)
        3. Vicatia DC. (3 spp.)
        4. Lomatocarum Fisch. & C. A. Mey. (1 sp.)

      2. Subtribus Cachrydinae Meisn.
        1. Diplotaenia Boiss. (5 spp.)
        2. Azilia Hedge & Lamond (1 sp.)
        3. Prangos Lindl. (43 spp.)
        4. Bilacunaria Pimenov & V. N. Tikhom. (4 spp.)
        5. Cachrys L. (8 spp.)
        6. Ferulago W. D. J. Koch (52 spp.)

      3. Subtribus Arracacia clade
        1. Ottoa Kunth (1 sp.)
        2. Paraselinum H. Wolff (1 sp.)
        3. Coaxana J. M. Coult. & Rose (2 spp.)
        4. Myrrhidendron J. M. Coult. & Rose (5 spp.)
        5. Mathiasella Constance & C. L. Hitchc. (1 sp.)
        6. Donnellsmithia J. M. Coult. & Rose (19 spp.)
        7. Dahliaphyllum Constance & Breedlove (1 sp.)
        8. Austropeucedanum Mathias & Constance (1 sp.)
        9. Rhodosciadium S. Watson (15 spp.)
        10. Perissocoeleum Mathias & Constance (4 spp.)
        11. Prionosciadium S. Watson (23 spp.)
        12. Enantiophylla J. M. Coult. & Rose (1 sp.)
        13. Coulterophytum B. L. Rob. (3 spp.)
        14. Pedinopetalum Urb. & H. Wolff (1 sp.)
        15. Niphogeton Schltdl. (18 spp.)
        16. Tauschia Schltdl. (32 spp.)
        17. Neonelsonia J. M. Coult. & Rose (1 sp.)
        18. Arracacia Bancr. (39 spp.)

      4. Subtribus Dichoropetalum clade
        1. Aethusa L. (1 sp.)
        2. Dichoropetalum Fenzl (36 spp.)
        3. Siculosciadium C. Brullo, Brullo, S. R. Downie & Giusso (1 sp.)
        4. Johrenia DC. (6 spp.)

      5. Subtribus Angelica clade
        1. Saposhnikovia Schischk. (1 sp.)
        2. Cnidium Cusson (6 spp.)
        3. Peucedanum p. min. p. (1 sp.)
        4. Epikeros Raf. (1 sp.)
        5. Angelica L. (97 spp.)
        6. Chymsydia Albov (2 spp.)
        7. Tschulaktavia Bajtenov (1 sp.)
        8. Agasyllis Spreng. (1 sp.)
        9. Mastigosciadium Rech. fil. & Kuber (1 sp.)
        10. Taenidia (Torr. & A. Gray) Drude (2 spp.)

      6. Subtribus Xatardia clade
        1. Xatardia Meisn. ex Zeyh. (1 sp.)

      7. Subtribus Trinia clade
        1. Thecocarpus Boiss. (2 spp.)
        2. Exoacantha Labill. (1 sp.)
        3. Lomatocarpa Pimenov (3 spp.)
        4. Ligusticopsis p. min. p. (4 spp.)
        5. Glehnia F. Schmidt ex Miq. (1 sp.)
        6. Carlesia Dunn (1 sp.)
        7. Kailashia Pimenov & Kljuykov (2 spp.)
        8. Oreocome Edgew. (9 spp.)
        9. Ligusticopsis Leute (16 spp.)
        10. Dimorphosciadium Pimenov (2 spp.)
        11. Cortia DC. (4 spp.)
        12. Gasparrinia Bertol. (1 sp.)
        13. Stewartiella Nasir (1 sp.)
        14. Rumia Hoffm. (1 sp.)
        15. Trinia Hoffm. (13 spp.)
        16. Ledebouriella H. Wolff (1 sp.)
        17. Stenocoelium Ledeb. (4 spp.)
        18. Sclerochorton Boiss. (1 sp.)
        19. Thamnosciadium Hartvig (1 sp.)
        20. Cyathoselinum Benth. (1 sp.)
        21. Horstrissea Greuter, Gerstb. & Egli (1 sp.)
        22. Cortiella C. Norman (4 spp.)
        23. Kitagawia Pimenov (10 spp.)
        24. Ferulopsis Kitag. (2 spp.)
        25. Pilopleura Schischk. (2 spp.)
        26. Sajanella Soják (1 sp.)
        27. Phlojodicarpus Turcz. ex Ledeb. (1 sp.)

      8. Subtribus Cervaria subgroup
        1. Cervaria Wolf (3 spp.)

      9. Subtribus Hippomarathrum subgroup
        1. Hippomarathrum G. Gaertn., B. Mey. & Scherb. (4 spp.)

    31. Tribus Hymenidium clade
      1. Pterocyclus Klotzsch (4 spp.)
      2. Conioselinum p. min. p. (1 sp.)
      3. Angelica p. min. p. (9 spp.)
      4. Melanosciadium Boiss. (3 spp.)
      5. Conioselinum Fisch. ex Hoffm. (17 spp.)
      6. Vvedenskya Korovin (1 sp.)
      7. Levisticum Hill (1 sp.)
      8. Seselopsis Schischk. (2 spp.)
      9. Paulita Soják (3 spp.)
      10. Kuramosciadium Pimenov, Kljuykov & Tojibaev (1 sp.)
      11. Subtribus Peucedanum subgroup
        1. Pteroselinum Rchb. (2 spp.)
        2. Paraligusticum Tikhom. (1 sp.)
        3. Dystaenia Kitag. (2 spp.)
        4. Karatavia Pimenov & Lavrova (1 sp.)
        5. Endressia J. Gay (2 spp.)
        6. Xanthoselinum Schur (2 spp.)
        7. Imperatoria L. (3 spp.)
        8. Tommasinia Bertol. (1 sp.)
        9. Peucedanum L. (s. str.) (11 spp.)
        10. Sivadasania N. Mohanan & Pimenov (1 sp.)
        11. Taeniopetalum Vis. (3 spp.)
        12. Thysselinum Adans. (2 spp.)
        13. Peucedanum L. (s. lat.) (42 spp.)
        14. Macroselinum Schur (1 sp.)
        15. Xanthogalum Avé-Lall. (3 spp.)
        16. Ormosolenia Tauscher (1 sp.)
        17. Oreoselinum Mill. (1 sp.)

    32. Tribus Perennial North American clade
      1. Apiastrum Nutt. ex Torr. & A. Gray (1 sp.)
      2. Spermolepis Raf. (11 spp.)
      3. Notiosciadium Speg. (1 sp.)
      4. Podistera S. Watson (3 spp.)
      5. Harbouria J. M. Coult. & Rose (1 sp.)
      6. Lomatium Raf. (101 spp.)
      7. Oreonana Jeps. (3 spp.)
      8. Aletes J. M. Coult. & Rose (3 spp.)
      9. Villarrealia G. L. Nesom (1 sp.)
      10. Cymopterus Raf. (24 spp.)
      11. Rhysopterus J. M. Coult. & Rose (1 sp.)
      12. Pseudocymopterus J. M. Coult. & Rose (5 spp.)
      13. Aulospermum J. M. Coult. & Rose (9 spp.)
      14. Vesper R. L. Hartm. & G. L. Nesom (6 spp.)
      15. Eurytaenia Torr. & A. Gray (2 spp.)
      16. Pteryxia Nutt. ex Torr. & Gray (3 spp.)
      17. Oreoxis Raf. (4 spp.)
      18. Musineon Raf. (6 spp.)
      19. Neoparrya Mathias (1 sp.)
      20. Orumbella J. M. Coult. & Rose (1 sp.)
      21. Shoshonea Evert & Constance (1 sp.)
      22. Thaspium Nutt. (3 spp.)
      23. Zizia W. D. J. Koch (3 spp.)
      24. Cotopaxia Mathias & Constance (2 spp.)
      25. Polytaenia DC. (3 spp.)
      26. Oligocladus Chodat & Wilcz. (1 sp.)
      27. Ammoselinum Torr. & A. Gray (3 spp.)

## Sinonimi
- Apiineae Plunkett & Lowry, Aralidiinae Thorne & Reveal
- Ammiales Small, Araliales Berchtold & J. Presl
- Aralidiales Reveal
- Griseliniales Reveal & Doweld
- Hederales Link
- Pennantiales Doweld
- Pittosporales Link
- Torricelliales Reveal & Doweld